# داریو مورلو
داریو مورلو (انگلیسی: Dario Morello؛ زادهٔ ۱۱ ژانویهٔ ۱۹۶۸) بازیکن فوتبال اهل ایتالیا است.
از باشگاه‌هایی که در آن بازی کرده‌است می‌توان به باشگاه فوتبال اینتر میلان، باشگاه فوتبال بولونیا، باشگاه فوتبال رجانا، باشگاه فوتبال داندی یونایتد، باشگاه فوتبال ساسولو، باشگاه فوتبال جنوآ، و باشگاه فوتبال داندی اشاره کرد.